# Till Wiestner
Till Wiestner (* 2. Mai 1994) ist ein ehemaliger Schweizer Biathlet.

## Karriere
Till Wiestner lebt in Trin-Mulin und startete für den SC Trin. Der Zimmermann gehörte dem Schweizer C-Nationalkader an. Der jüngere Bruder von Serafin Wiestner gab sein internationales Debüt bei den Juniorenrennen der Biathlon-Europameisterschaften 2015 in Otepää, wo er 57. des Einzels, 44. des Sprints und 28. des Verfolgungsrennens wurde. Für das Staffelrennen wurde er an die Seite von Severin Dietrich, Eligius Tambornino und Fabian Zberg in die Männer-A-Auswahl der Schweiz berufen und kam mit der überrundeten Staffel auf den 17. Platz. Wenig später bestritt er die Biathlon-Juniorenweltmeisterschaften 2015 in Minsk. Wiestner wurde 49. des Einzels, 37. des Sprints, 42. des Verfolgungsrennens sowie 12. im Staffelrennen. Die komplette Saison 2015/16 lief er im IBU-Cup, kam aber in keinem Rennen über die besten 60 hinaus. Seinen letzten Wettkampf bestritt Wiestner im Januar 2017 am Arber. Im September 2017 gab er sein Karriereende bekannt.
In der Datenbank der IBU wird Till Wiestner derzeit als Offizieller geführt.

## Statistiken

### Juniorenweltmeisterschaften
Ergebnisse bei den Juniorenweltmeisterschaften:
| Weltmeisterschaften | Weltmeisterschaften | Einzel | Sprint | Verfolgung | Staffel |
| Jahr                | Ort                 | Einzel | Sprint | Verfolgung | Staffel |
| ------------------- | ------------------- | ------ | ------ | ---------- | ------- |
| 2015                | Minsk               | 49.    | 37.    | 42.        | 12.     |